# Annick Allières
Annick Jorré, dite Annick Allières, née le 6 mars 1930 à Beaumont-sur-Sarthe (Sarthe), est une actrice française.

## Biographie
Elle fait ses débuts au cinéma dans En cas de malheur (aux côtés de Brigitte Bardot, elle joue sa copine Noémie) et joue dans les films de Jean Renoir (Le testament du docteur Cordelier), de Claude Autant-Lara, encore avec B.B. dans Une ravissante idiote d 'Édouard Molinaro et dans de nombreux téléfilms de son mari Guy Jorré.
Elle est de la famille de l'actrice Claude Jade.

## Filmographie

### Cinéma
- 1958 : En cas de malheur, Noémie (l'amie d'Yvette, interprétée par Brigitte Bardot)
- 1959 : Douze Heures d'horloge de Géza von Radványi : Louise
- 1960 : La Main chaude
- 1961 : Vive Henri IV, vive l'amour, Philippote
- 1962 : Le crime ne paie pas, La femme de chambre
- 1964 : Une ravissante idiote, Éléonore
- 1964 : Et vint le jour de la vengeance (Behold a pale horse) de Fred Zinnemann : Celestina
- 1965 : Journal d'une femme en blanc
- 1966 : Le Voyage du père
- 1968 : Le Franciscain de Bourges, Mme. Desgeorges
- 1970 : Trop petit mon ami, Mme Vicky
- 1974 : Piaf de Guy Casaril
- 1984 : Besoin d'amour (Misunderstood), de Jerry Schatzberg : Marie
- 1984 : La Septième Cible de Claude Pinoteau

### Télévision
- 1955 : émission En votre âme et conscience - L'affaire Roux
- 1959 : Le Testament du Docteur Cordelier, La voisine
- 1959 : Georges Dandin
- 1962 : La Belle et son fantôme de Bernard Hecht
- 1966 : Doris, Jeanne
- 1967 : Le Crime de la rue de Chantilly
- 1968 : La Prunelle (série télévisée)
- 1968 : L'Homme de l'ombre  de Guy Jorré, épisode : Le révolté
- 1968 : L'Homme du Picardie (série télévisée), L'épicière
- 1969 : Fortune d'Henri Colpi
- 1972 : François Gaillard ou la vie des autres de Jacques Ertaud, épisode : Joseph
- 1974 : Les Dossiers du professeur Morgan (série télévisée), épisodes Un mystère par jour et Les Boutons du colonel
- 1975 : Messieurs les jurés (série télévisée), épisode L'Affaire Taillette, Geneviève
- 1976 : L'inspecteur mène l'enquête (série télévisée), épisode Une délivrance pour tout le monde
- 1978 :  Désiré Lafarge  épisode : Pas de Whisky pour  Désiré Lafarge  de Jean-Pierre Gallo, Thérèse Tapon
- 1979 : Le Roi Muguet, Angèle
- 1979 : Les Dames de la côte
- 1979 : Les Yeux bleus, Geneviève Emmery
- 1979 : Les Fleurs fanées
- 1979 : Pierrette, Adèle
- 1980 : L'Âge bête
- 1980 : La Tisane de sarments, Mme Duval
- 1980 : Les Amours de la belle époque (série télévisée), épisode Le Roman d'un jeune homme pauvre, Louison
- 1980 : La vie des autres (série télévisée)[précision nécessaire]
- 1981 : Quatre Femmes, quatre vies (série télévisée), épisode La maison bleue, Mme Delorme
- 1982 : L'Honneur de Barberine, Adrienne
- 1982 : Le Fou du viaduc de Guy Jorré, Mme Ruf
- 1983 : Les Amours romantiques, La dame aux camélias
- 1984 : La 7e cible
- 1984 : Disparitions (série télévisée), épisode À brève déchéance, Mme Fornier
- 1987 : Les Cinq Dernières Minutes : La Peau du rôle de Guy Jorré : Lucie
- 1987 : Le prix d'un homme, Suzanne
- 1988 : Les Cinq Dernières Minutes (Eh bien, chantez maintenant) d'Alain Franck
- 1990 : Édouard et ses filles de Michel Lang
- 1990 : Les Cinq Dernières Minutes de Guy Jorré, épisode : Le Miroir aux alouettes
- 1990 : V comme vengeance/ La Ville dans la forêt, Gisèle
- 1993 : Bois d'ébène
- 1993 : Maria des Eaux-Vives, mini-série
- 1995 : Un ange passe, sœur Émeline

## Théâtre
- 1988 : Le Plus Heureux des trois d'Eugène Labiche, mise en scène Étienne Bierry,    Théâtre de Poche Montparnasse